# Essener SC Preussen
Maillots
Dernière mise à jour : 24 mars 2011.
Le Essener SC Preussen 02 est un club allemand localisé à Essen en Rhénanie du Nord-Westphalie.

## Histoire
Le club fut fondé le 10 août 1902. Après de 1906, il participa aux compétitions de la Westdeutscher Spielverband (WSV), dans la C-Klasse.
Deux ans plus tard, le cercle monta en B-Klasse. En plus du football, le club se dota de sections de Gymnastique, Handball ou encore Hockey. 
Après un arrêt des compétitions dû à la Première Guerre mondiale, le Essener SC Preussen monta en A-Klasse en 1918. À cette époque, le club était de plus en plus connu et attirait de nombreux spectateurs. Des rencontres amicales contre des équipes étrangères furent organisées. Des équipes d'Amsterdam, d'Enschede, de Zwolle ou d'Hengelo mais aussi le Slavia Prague. 
À partir de 1921, le club s'installa à la Seumannstrasse et évolua dans une enceinte de 15 000 places. À partir de 1929, le ESC Preussen monta en 1. Bezirksklasse.
Dès leur arrivée au pouvoir, les Nazis exigèrent une réforme des compétitions et la mise en place de 16 ligues régionales: les Gauligen. Une rapide et éphémère fusion réunit l'Essener SC Preussen avec le BV Altenessen 06 pour former le BV Preussen Atenessen et jouer en Gauliga Niederrhein. Mais ce fut un échec, avec une relégation rapide. La fusion fut tout aussi rapidement arrêtée. Chaque club reprit sa route individuellement.
Jusqu'au terme de la Seconde Guerre mondiale, l'Essener SC Preussen ne remonta plus en Gauliga. 
En 1945, le club fut dissous par les Alliés, comme tous les clubs et associations allemands (voir Directive n°23). Il fut rapidement reconstitué.
En 1946, l'ESC Preussen remporta le championnat de la Ville d'Essen puis celui du district de la Ruhr. En finale du Niederrheinmeisterschaft (championnat du Bas-Rhin), il s'inclina, devant environ 18 000 spectateurs, (0-1, après prolongation) contre le Rot-Weiss Oberhausen.
Le club débuta les années 1950 en Landesliga mais les termina en Kreisliga. En 1961, il s'enfonça encore un peu plus avec une relégation en 2. Kreisklasse. Six ans plus tard, il remonta en Kreisliga A. Vice-champion de cette ligue en 1983, il en conquit le titre  du Groupe 2, en 1991 et accéda à la Bezirksliga. Il y séjourna deux saisons.
En 1995, l'Essener SC Preussen fut à nouveau champion de son groupe en Kreisliga A. Lors du barrage décisif, il s'imposa (1-0) contre le TuS Helene Essen et remonta en Bezirksliga. Il y joua cette fois trois ans.
En 2000, le club retrouva la Bezirksliga. Après un mauvais départ, le club eut une fin de saison époustouflante et refit un retard de 8 points pour obtenir un match de barrage, contre Vogelheimer SV. Devant 2 000 personnes, Preussen Essen s'imposa aux tirs au but et assura son maintien.
Dans le courant de l'année 2010, le club engloba la section football du Polizei SV Essen.
En 2010-2011, le Essener SC Preussen 02 évolue en Kreisliga B Niederrhein (Groupe 2), soit au 10e niveau de la hiérarchie de la DFB.